# Cosmos (schweizerische Band)
Cosmos ist eine Art-Rock-Band aus dem Raum Bern.

## Geschichte
Cosmos wurde im April 1990 durch Reto Iseli unter dem Namen Glacier Eagles gegründet. Vier Monate später stieß bereits Olivier Maier dazu. Das musikalische Vorbild war schon damals Pink Floyd.
Vier Jahre nach der Gründung produzierten Cosmos 1994 ihr erstes Studioalbum The Deciding Moments of Your Life. Mit einer neun-, manchmal sogar zehnköpfigen Band gingen sie zwischen 1995 und 1998 auf Tournee. Im Chor war auch die weibliche Stimme aus dem Berner Oberland, Sandee alias Sandra Moser, mit dabei, bis sie 1998 mit Gölä in der Schweiz bekannt wurde.
1998 war das Jahr der Veränderung. Die Luft war raus und es wurde für unbestimmte Zeit eine kreative Pause eingelegt. Nach zwei Jahren gelang es Olivier Maier und Heiko Garrn wieder, die Band auf die Beine zu stellen. Was Anfangs als Projekt deklariert wurde, entwickelte sich immer mehr als eine Art Reunion von Cosmos. Das Urmitglied Reto Iseli kehrte zur Band zurück und mit Daniel Eggenberger konnten Cosmos einen guten Keyboarder und Songwriter gewinnen. Zur gesanglichen Verstärkung stieß schließlich noch Silvia Thierstein zur Band.
Nach der Demo-CD Different Faces im Jahr 2003 folgten erste Auftritte. Nach einigen kleineren Konzerten kam es am 27. August 2004 zu einem Auftritt beim Open Air Move to Rugenrock in Interlaken, wo Cosmos eine Show à la Pink Floyd präsentierten. Sie experimentierten mit gigantischen Licht- und Pyroeffekten. Dort entstand die CD- und DVD-Produktion Cosmos Live.
Es folgte das zweite Studioalbum Skygarden, welches im Herbst 2005 von Cosmos in den Backyard Studios in Bern und den Greenwood Studios in Nunningen produziert wurde. Auch Sandee, die sich in der Zwischenzeit als Solosängerin in der Schweizer Mundartszene etablieren konnte, wirkte gesanglich an der Seite von Silvia zum Gelingen des Albums mit. Skygarden wurde von den Musikkritikern in der Schweiz und Deutschland gelobt (so etwa im Metal Hammer mit 5 von 7 Punkten). Das Release-Doppelkonzert im Mai 2006 war ausverkauft.
Nach einer gesundheitlichen Zwangspause von über einem Jahr, haben Cosmos bis Ende März 2012 intensiv am Studioalbum Mind Games gearbeitet. Im eigenen Tonstudio entstand unter der Regie von Reto Iseli ein vielseitiges und verspieltes Album, auf dem auch eine neue Stimme zu hören ist: Mirjam Heggendorn ersetzte die langjährige Sängerin Silvia Thierstein.
Im April 2012 begann eine neue Tournee. Anfang 2013 verließ Reto Iseli die Band aus gesundheitlichen Gründen. Vladi Jäggi, Drummer mit internationaler live und Studio-Erfahrung, stieß zur Gruppe. Die neu formierte Band überarbeitet das bestehende Live-Set. Olivier Maier übernahm die meisten Leadvocals von Reto Iseli. Mirjam Heggendorn übernahm mehr Leadparts, Daniel Eggenberger zusätzlich Backgroundvocals.

## Diskografie

### Studioalben
- 1995: The Deciding Moments of Your Life (DFP-Music)
- 2003: Different Faces (Demo, Eigenvertrieb)
- 2006: Skygarden (K-tel/Membran)
- 2007: The Deciding Moments of Your Life (Wiederveröffentlichung, Cosmos Music/Pino Music)
- 2012: Mind Games (COSMOS/iMusicanDigital)

### Livealben
- 2004: Live at Rugenrock Interlaken (CD/DVD, Eigenvertrieb)